# Kalliapseudes primitivus
Kalliapseudes primitivus is een naaldkreeftjessoort uit de familie van de Kalliapseudidae. De wetenschappelijke naam van de soort is voor het eerst geldig gepubliceerd in 1913 door Nierstrasz.